# Hôtel de Verrières
L'hôtel de Verrière, ou hôtel Antier, est un hôtel particulier situé 43-47, rue d'Auteuil (16e arrondissement de Paris).

## Histoire

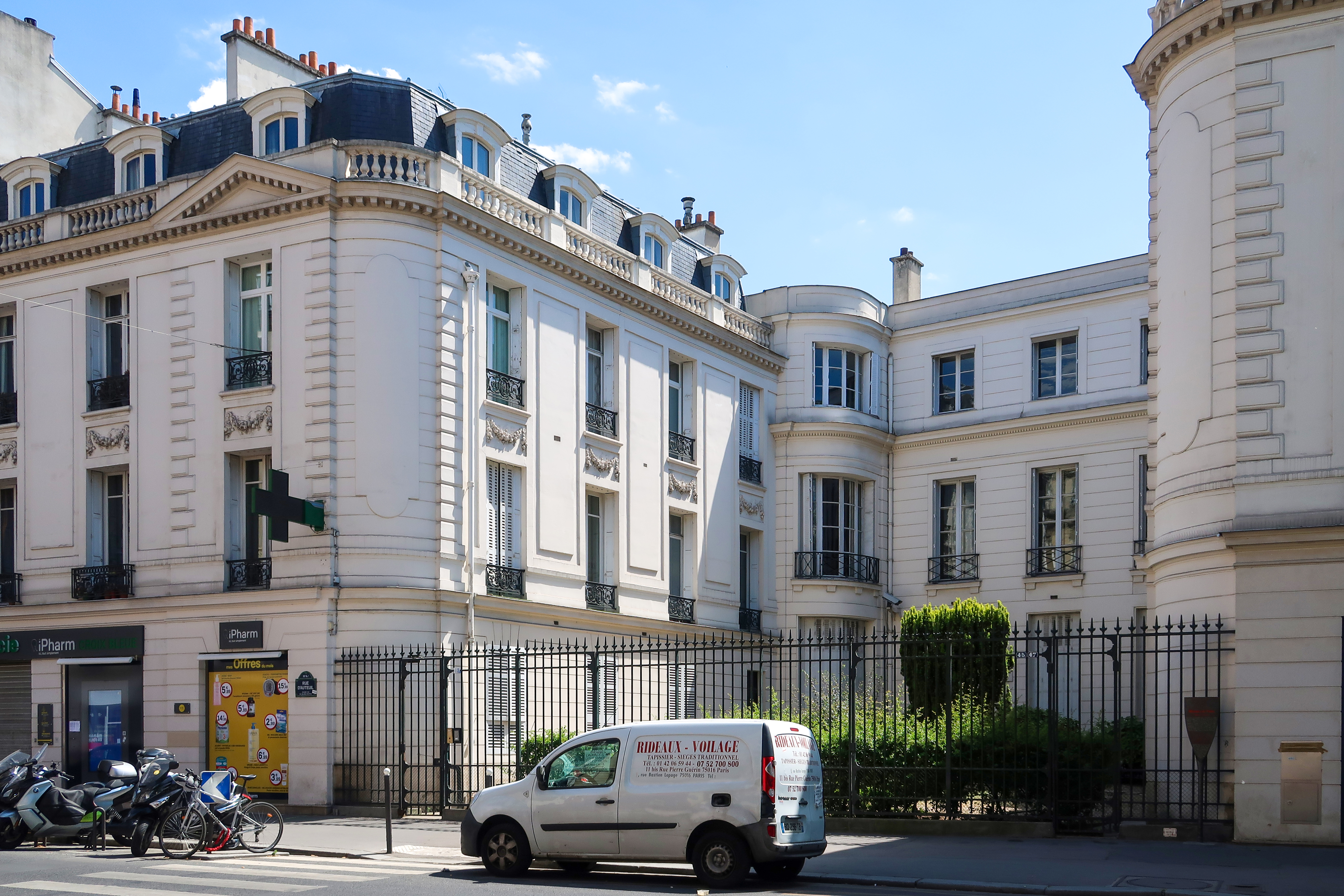
La façade rue d'Auteuil.

Construit en 1715 dans le village d'Auteuil, l'hôtel particulier est destiné à la cantatrice Marie Antier. Du bâtiment originel ne reste que la façade de deux étages côté parc, le long de la rue Michel-Ange (non visible depuis la voie publique). Elle présente un fronton arrondi dont le cartouche figure une jeune femme ; il pourrait s'agir de la chanteuse d'opéra. Un élément décoratif en terre cuite surplombe aussi l'ensemble, représentant deux cupidons accoudés à un cartouche. Deux pavillons circulaires se dégagent de chaque côté du bâtiment. Des statues de Coustou sont installées dans le parc arboré. Côté rue d'Auteuil, la façade en retrait a été reconstruite dans l'esprit des lieux ; elle est encadrée par deux ailes alignées sur la rue, qui ne sont pas non plus d'époque. Leurs hauteurs sont ornées de balustres et de frontons,,.
L'hôtel devient un salon qui accueille des personnalités de la Cour, des artistes et des financiers. En 1744, alors que Louis XV est en convalescence, Marie Antier organise en l'honneur du souverain des fêtes somptueuses qui durent le jour et la nuit,.
En 1752, l'hôtel est racheté par le fermier général et marquis Live d'Épinay. Il l'offre ensuite comme maison de campagne aux sœurs Marie (1728-1775), dont il est l'amant, et Geneviève Rainteau (1730-1775), actrices dans la troupe du maréchal de Saxe. La première est aussi la maîtresse du maréchal ; le couple a une fille, Marie-Aurore de Saxe. Après cette naissance, les deux sœurs sont titrées « demoiselles de Verrières » et font aménager un théâtre de 400 places dans le parc de leur domaine, accessible depuis un souterrain. Voltaire et Marmontel viennent leur rendre visite. À l'instar de celles qui se déroulent dans leur résidence principale de la rue de la Chaussée-d'Antin (Paris), elles donnent des fêtes remarquées. Dans leur théâtre disparu depuis sont jouées des pièces nouvelles ou censurées ; le 6 mai 1763, elles interprètent ainsi des rôles dans La Surprise de l'amour. En 1767, M. de Rouhault acquiert l'hôtel, qui passe ensuite à plusieurs propriétaires,.

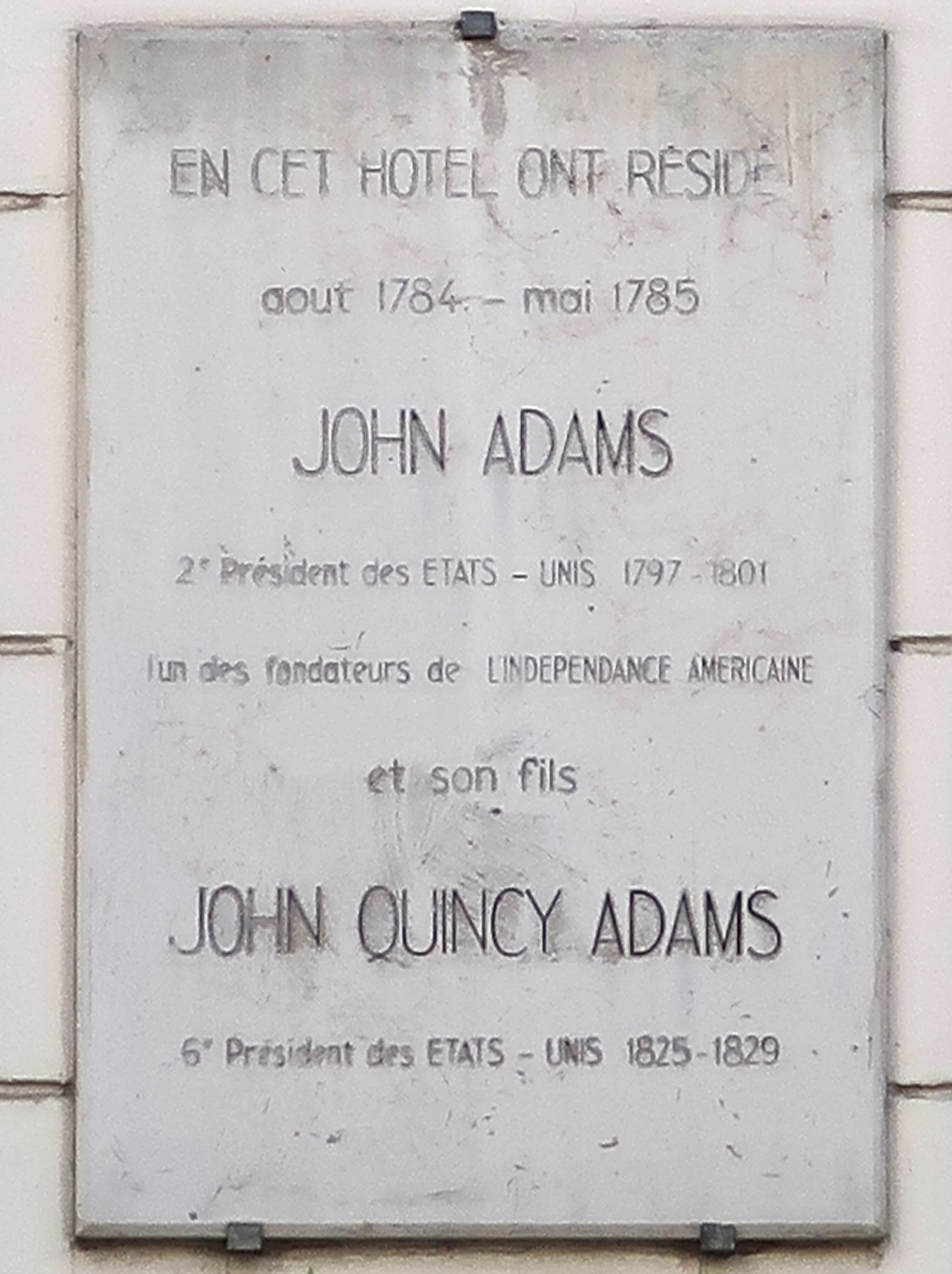
Plaque sur la façade de l'hôtel.

Entre septembre 1784 et août 1785, le diplomate américain John Adams, en poste à l'ambassade des États-Unis à Paris, s'installe à l'hôtel de Verrières. Il est accompagné de sa famille, notamment de son fils John Quincy Adams. Tous deux deviendront présidents des États-Unis. Une plaque commémorative apposée sur la façade côté rue d'Auteuil rappelle cet épisode,.
En 1862, la rue Michel-Ange est percée, réduisant la superficie du parc. Une photographie de l'hôtel côté jardin vers 1900 est reproduite dans le Dictionnaire historique des rues de Paris de Jacques Hillairet. En 1954, l'hôtel est vendu par Eugène de Rothschild à la Compagnie française des pétroles (CFP). Des bâtiments modernes ceinturent désormais le parc. En 1993, le CNRS s'installe dans l'hôtel. Son entrée administrative est située au no 3 rue Michel-Ange.